# Liturgisk musik
Liturgisk musik är musik som används i liturgi, det vill säga kristen mässa eller gudstjänst. Liturgiska sånger är ofta, men inte alltid psalmer.
Liturgiska musikstycken motsvaras i gudstjänstordningen ibland av talade stycken, till exempel bön eller recitativ.

## Typer av liturgiska musikstycken
- Preludium, inledning, ibland till procession
- Kyrie eleison
- Gloria in excelsis Deo
- Credo (trosbekännelsen)
- Agnus Dei (Guds lamm)
- Prefation
- Sanctus (Helig)
- Offertoriepsalm
- Herrens bön
- Herrens välsignelse
- Postludium